# Sergio Solmi
Sergio Solmi, Kampfname Mario Rossetti (* 16. Dezember 1899 in Rieti; † 7. Oktober 1981 in Mailand) war ein italienischer Literaturkritiker, Dichter, Rechtsanwalt und Partisan.

## Leben
Er wurde in Rieti als Sohn des Historikers Edmondo Solmi geboren und zog er im Alter von acht Jahren mit seiner Familie nach Turin. Am Liceo Classico Gioberti hatte er unter anderem Attilio Momigliano als Lehrer. Schon in jungen Jahren nahm er als Infanterieoffizier am Ersten Weltkrieg teil. Er studierte leidenschaftlich die großen Autoren der französischen Literatur (Montaigne, Arthur Rimbaud) und vor allem die wichtigsten Vertreter der zeitgenössischen italienischen Literatur, insbesondere Giacomo Leopardi. Im Jahr 1922 gründete er in Turin zusammen mit Mario Gromo und Giacomo Debenedetti die Literaturzeitschrift Primo Tempo und veröffentlichte im darauf folgenden Jahr seine ersten Gedichte Comete.
Nach Abschluss seines Studiums der Rechtswissenschaften begann er bei der Banca Commerciale Italiana als Rechtsanwalt und Rechtsberater zu arbeiten, eine Tätigkeit, die er bis an sein Lebensende ausübte. In der Turiner Kulturszene jener Zeit lernte er Piero Gobetti kennen, mit dem er die Ideale der Freiheit teilte, die seit der Errichtung des faschistischen Regimes heranreiften. Von dem großen Turiner Denker ermutigt, begann Solmi mit der Zeitschrift La Rivoluzione liberale zusammenzuarbeiten. Im Jahr 1927 wurde ihm sein Sohn Renato geboren.
In den 1940er Jahren beteiligte sich Solmi auch aktiv an der Resistenza; aus seiner Haft im San-Vittore-Gefängnis entstanden die Verse Aprile a San Vittore, eine der intensivsten Ausdrucksformen der Partisanendichtung, die später im Quaderno di Mario Rossetti gesammelt wurden.
Nach dem Zweiten Weltkrieg leitete Solmi die von Francesco Flora in Mailand gegründete Zeitschrift La Rassegna d’Italia und arbeitete an mehreren Zeitschriften mit: Il Baretti, Pegaso, Pan, Solaria. Im Jahr 1948 erhielt er den Premio Saint Vincent für Poesie und im darauf folgenden Jahr den Premio Montparnasse. Zweimal erhielt er den Premio Viareggio in der Kategorie „Sachbücher“: 1963 für Scrittori negli anni und 1976 für La Luna di Laforgue. Ab 1968 war er Mitglied der Accademia dei Lincei.

## Werke (Auszug)

### Poesie
- Comete, Turin, 1923
- Fine di stagione, Lanciano, 1933
- Poesie, Mailand, 1950
- Levania e altre poesie, Mailand, 1956
- Dal balcone, Mailand, 1968
- Poesie complete, Mailand, 1974
- Poesie 1924 - 1972, Hrsg.: Lanfranco Caretti, Mondadori, 1978

### Sachliteratur
- Il pensiero di Alain, Mailand, 1930
- La salute di Montaigne e altri scritti di letteratura francese, Florenz, 1942
- Giacomo Leopardi, Mailand-Napoli, 1956
- Scrittori negli anni, Mailand, 1963
- Scrìtti leopardiani, Mailand, 1970
- Meditazione sullo scorpione, Mailand, 1972
- Quaderno di traduzioni, Turin, 1969 und Quaderno di traduzioni, II, Mailand, 1977
- Saggi sul fantastico. Dall’antichità alle prospettive del futuro, Turin, 1978
- Poesie, meditazioni e ricordi, a cura dì G. Pacchiano, Mailand, 1983
- Studi leopardiani Note su autori italiani e stranieri, Mailand, 1987
- Betrachtungen über den Skorpion + 7 poesie, a cura di HANS RAIMUND, Tartin editionen/UNTENDURCH, Salzburg 2004

### Sammelbände
- Le meraviglie del possibile, in Zusammenarbeit mit Carlo Fruttero, Turin, 1959

### Gesamtwerk
Herausgegeben von Giovanni Pacchiano, Verlag: Adelphi (Mailand)
- I. Poesie meditazioni e ricordi:
  - tomo 1. Poesie e versioni poetiche (1983);
  - tomo 2. Meditazioni e ricordi (1984).
- II. Studi leopardiani (in appendice: Note su autori classici italiani e stranieri) (1983).
- III. La letteratura italiana contemporanea:
  - tomo 1. Scrittori negli anni (in appendice: Note e recensioni. Ritratti di autori contemporanei. Due interviste) (1992);
  - tomo 2. Scrittori critici e pensatori del Novecento (in appendice: Frammenti di estetica e Note su autori stranieri) (1998).
- IV. Saggi di letteratura francese:
  - tomo 1. Il pensiero di Alain. La salute di Montaigne e altri saggi (2005);
  - tomo 2. Saggio su Rimbaud. La luna di Laforgue e altri scritti (2009).
- V. Letteratura e società. Saggi sul fantastico. La responsabilità della cultura. Scritti di argomento storico e politico (2000).
- VI. Scritti sull’arte (2011).

### Briefe
- Carlo Betocchi: Lettere a Sergio Solmi. Hrsg.: Michela Baldini. Bulzoni, Rom 2006, ISBN 88-7870-114-9 (Einführung von Anna Dolfi).
- Eugenio Montale, Sergio Solmi: Ciò che è nostro non ci sarà mai tolto. Carteggio 1918-1980. Hrsg.: Francesca D'Alessandro. Quodlibet, Macerata 2021, ISBN 978-88-229-0494-2 (Anhang mit unveröffentlichter und wiederentdeckter Prosa, herausgegeben von Letizia Rossi).